# لاونساید، نیوجرسی
لاونساید (به انگلیسی: Lawnside) شهری در ایالت نیوجرسی کشور ایالات متحده آمریکا است که جمعیت آن در سرشماری سال ۲۰۱۰ میلادی، ۲٬۹۴۵ نفر بوده‌است.